# اسمورفیت کاپا
اسمورفیت کاپا (انگلیسی: Smurfit Kappa) شرکت بسته‌بندی ایرلندی است، که در سال ۱۹۳۴ تأسیس شد. دفتر مرکزی این شرکت در شهر دوبلین، ایرلند قرار دارد و بخشی از سهام آن در بازار بورس لندن معامله می‌شود.